# Мальпигиевы сосуды
Мальпигиевы сосуды — органы, выполняющие функцию выделения и осморегуляции у ряда наземных членистоногих: Atelocerata (насекомые и многоножки) и паукообразных. По-видимому, в этих группах они возникли независимо: из эктодермы у насекомых и многоножек и из энтодермы у паукообразных. Иногда в качестве мальпигиевых сосудов рассматриваются выросты кишечника, имеющиеся у близких к членистоногим тихоходок (Догель, 1981). Названы в честь биолога  Мальпиги, открывшего их в 1669 году.

## Строение
Мальпигиевы сосуды представляют собой слепо замкнутые эпителиальные канальцы, открывающиеся на границе средней и задней кишки.
Однако у некоторых (Nicrophorus, Gnaptor, Coccoidea) они открываются в среднюю кишку, у некоторых (личинки бабочек, бронзовок, муравьиного льва) — в заднюю.
Число мальпигиевых сосудов варьирует от 2 до 150 (у медоносной пчелы), они слабо развиты у протур и совсем отсутствуют у коллембол, у тлей они вторично редуцируются.
Мальпигиевы сосуды могут свободно заканчиваться в гемолимфе, в ряде случаев они срастаются попарно, образуя замкнутые петли. Иногда кончики канальцев прободают мышечную оболочку задней кишки. Это явление носит название криптонефрии (у жуков, сетчатокрылых, гусениц и личинок пилильщиков). Срастание мальпигиевых сосудов с кишечником отмечается для наземных представителей, вынужденных экономить воду. Криптонефриальная часть выделительной трубочки помогает насасывать воду из задней кишки. У насекомых, живущих в воде или почве, криптонефрия не наблюдается.
Стенки сосудов построены из однослойного эпителия. Клетки разрежены, особенно в концевом отделе. Подобно эпителию средней кишки, поверхность клеток, обращённая в просвет, несёт рабдориум, её слой плазматических палочек. Снаружи эпителий прикрывается базальной мембраной, сосуды имеют собственную мускулатуру и способны изгибаться.
Каждый сосуд функционально разделяется на две части. Концевой отдел пропускает внутрь себя воду и растворимые соли мочевой кислоты из гемолимфы. Далее они продвигаются к основанию сосуда, в среду, богатую СО2. Мочевая кислота вытесняется из соли угольной и выпадает в осадок, а гидрокарбонат выходит в гемолимфу. Кристаллы мочевой кислоты продвигаются к выходу в кишку, а затем удаляются с экскрементами.
Такое функционирование мальпигиева сосуда описано Шванвичем для клопа Rhodnius, тогда как возможно и другое: когда выпадение кристаллов мочевой кислоты происходит внутри клеток сосуда, а канал осуществляет только вывод.

## Функции

### Выделительная
Мальпигиевы сосуды насекомых и многоножек избавляют организм от избытка азота главным образом в форме мочевой кислоты, а паукообразных — в форме гуанина (Догель, 1981). Оба вещества — гетероциклы из двух колец — соединения, с соотношением азот/водород большим, чем имеет мочевина (продукт выделения млекопитающих). Таким образом, оно более пригодно для экономии воды.
Помимо мочевой кислоты, мальпигиевы сосуды способны выделять ион аммония, мочевину и салициловую кислоту (актуально для насекомых, питающихся Salix).
Экскреторные функции мальпигиевых сосудов тесно связаны с функциями задней кишки. В простейшем случае мальпигиевы сосуды только насасывают плазму гемолимфы и передают её в заднюю кишку. Все остальные задачи выполняют ректальные сосочки задней кишки, которые возвращают в гемолимфу воду и другие полезные вещества, а обезвоженные экскреты и «лишние» молекулы удаляют из организма. У многих насекомых мальпигиевы сосуды также участвуют в обратном отсасывании воды, образуя с задней кишкой единый комплекс выделительных органов.

### Другие функции мальпигиевых сосудов
Помимо выделения, мальпигиевы сосуды могут выполнять и другие функции. У ряда насекомых (прямокрылые, жужелицы, жуки-мертвоеды) в них может образовываться пищеварительный фермент дипептидаза (Шванвич, 1949).
Мальпигиевы сосуды некоторых насекомых могут выделять гранулы углекислого кальция. У мух он растворяется в крови при окуклении и затем отлагается в стенках пупария. Аналогичное растворение происходит у палочников, но кальций поступает затем в стенку хориона яйца.
У личинки муравьиного льва и хризопы перед окуклением мальпигиевы сосуды секретируют шёлк, из которого личинка прядет свой кокон. В момент шёлковыделения клетки становятся многоядерными.
Сама экскреторная мочевая кислота может также иметь дополнительные функции. У белянок, сетчатокрылых, ос, сирфид она идёт на построение пигментов пуриновой природы — белых, жёлтых и оранжевых. У личинок пенниц мочевая кислота вместе со омыляющим ферментом, выводясь с экскрементами, соединяются с выделяемым специальной железой воском, образуя защитную пену.

## Использованная литература
- Тыщенко В. П. Физиология насекомых. М.: Высшая школа, 1986. 303 с.
- Шванвич Б. Н. Курс общей энтомологии. М.-Л.: Советская наука, 1949. 895 с.
- Догель В. А. Зоология беспозвоночных. 7-е изд., перераб. и доп. М.: Высшая школа, 1981. 606 с.
- Клюге Н. Ю. Современная систематика насекомых. Принципы систематики живых организмов и общая система насекомых с классификацией первичнобескрылых и древнекрылых. СПб.: Лань, 2000. 336 с.